# Lionel Whitby
Le brigadier Sir Lionel Ernest Howard Whitby, CVO, MC (8 mai 1895 - 24 novembre 1956) est un hématologue britannique, officier de l'armée britannique et universitaire. Il est professeur Regius de physique à l'Université de Cambridge de 1945 à 1956, principal du Downing College de Cambridge de 1947 à 1956 et vice-chancelier de l'université de Cambridge de 1951 à 1953.

## Jeunesse
Whitby est né le 8 mai 1895 à Yeovil, Somerset. Il est le deuxième des trois fils de Benjamin Whitby et de sa femme, Jane Elizabeth Whitby (née Milborne). Il fait ses études au King's College, une école privée à Taunton, Somerset, et à Bromsgrove School, une école indépendante à Bromsgrove, Worcestershire.. En 1914, après avoir terminé ses études, il reçoit une bourse ouverte senior pour fréquenter le Downing College de Cambridge. Cependant, il ne prend pas immédiatement sa place à l'Université de Cambridge et s'enrôle dans l'armée au début de la Première Guerre mondiale.
De retour du service militaire en tant qu'officier décoré mais invalide, il reprend ses études. En octobre 1918, il accepte sa bourse et s'inscrit au Downing College de Cambridge pour étudier la médecine. Après avoir terminé ses études théoriques, il part au Middlesex Hospital de Londres pour compléter sa formation. Il reçoit la bourse Freeman et le prix Leopold Hudson en 1922, et le prix clinique Hetley en 1923. En 1923, il obtient un baccalauréat en médecine, un baccalauréat en chirurgie (MB BCh). Il obtient un diplôme de santé publique (DPH) en 1924.

## Carrière

### Service militaire durant la Première Guerre mondiale
Plutôt que de prendre sa place à l'Université de Cambridge, avec le déclenchement de la Première Guerre mondiale, Whitby rejoint les Royal Fusiliers, British Army, en tant que simple soldat,. Le 16 mai 1915, il est nommé dans le 3e Bataillon, Royal West Kent Regiment, en tant que sous-lieutenant (en période d'essai). Il est formé et sert comme officier de mitrailleuse. En octobre 1915, sa commission et son grade sont confirmés. Le 1er décembre 1916, il est nommé lieutenant temporaire.  Le 1er juillet 1917, sa promotion au grade de lieutenant est confirmée. Le 10 octobre 1917, alors qu'il est attaché au Machine Gun Corps, il est nommé capitaine par intérim pour commander une compagnie. Le 19 février 1918, alors qu'il est attaché au Machine Gun Corps, il est en outre promu major par intérim.
Pendant la Première Guerre mondiale, il sert activement dans la campagne serbe, dans la campagne de Gallipoli, sur le front macédonien et sur le front occidental. En 1917, il combat à la bataille de Passchendaele et reçoit la Croix militaire (MC) pour bravoure pendant la bataille.
Le 15 novembre 1918, il se retire de l'armée britannique pour des raisons de santé. Il reçoit le grade honorifique de major. Il reçoit une blessure au combat en mars 1918, ce qui entraîne l'amputation d'une de ses jambes,. Il souffrait d'une hémorragie de l'artère fémorale mais un médecin américain réussit à arrêter le saignement et Whitby survit au traumatisme.

### Carrière médicale
En 1923, Whitby commence sa carrière en médecine après avoir été nommé à l'hôpital Middlesex en tant qu'assistant pathologiste. En 1927, il reçoit le diplôme de docteur en médecine (MD) de l'Université de Cambridge,. De 1928 à 1929, il fait partie d'une équipe de personnel médical qui s'occupe du roi George V malade,,. Les dix années suivantes, il pratique comme pathologiste clinique et commence sa recherche dans l'hématologie.
En plus de sa pratique médicale, Whitby est un chercheur. De 1935 à 1938, il étudie l'utilisation du nouveau groupe de médicaments sulfamide. Il découvre et met au point le ' M et B 693 ', un antibiotique sulfamide de première génération,.
Au cours de cette période, il publie Medical Bacteriology (1928), The Laboratory in Surgical Practice (1931) et Disorders of the Blood (1935).

### Service militaire de la Seconde Guerre mondiale
Le 12 juillet 1938, Whitby est promu colonel dans le Royal Army Medical Corps, Territorial Army. Le 2 septembre 1939, il est appelé au service actif et transféré de la réserve des officiers de la TA (RAMC) à l'armée territoriale (commandements et état-major). Il est promu brigadier le 1er mars 1942, alors qu'il est commandant du service de transfusion sanguine de l'armée à l'hôpital Southmead de Bristol.
Sir Lionel Whitby meurt à Londres en 1956.

## Vie privée
Le mariage de Whitby avec Ethel Murgatroyd a lieu à Halifax (Angleterre) à la fin de l'été 1922. Sa femme est elle-même chirurgienne et médecin diplômée. Ils ont trois fils et une fille, dont le biochimiste Lionel Gordon Whitby (1926-2000). 

## Honneurs et distinctions
En 1929, il est nommé commandeur de l'Ordre royal de Victoria (CVO) en reconnaissance de son rôle dans le traitement du roi George V. Lors des honneurs du Nouvel An de 1945, alors qu'il est commandant du service de transfusion sanguine de l'armée à l'hôpital Southmead de Bristol, il est nommé Knight Bachelor pour ses services dans le développement du groupe des sulfamides de la drogue. Le 13 février 1945, il est anobli au palais de Buckingham par le roi George VI.
En 1938, il reçoit la médaille triennale John Hunter et le prix du Royal College of Surgeons pour son travail dans le développement de l'utilisation clinique de la sulfapyridine. En juillet 1945, il reçoit la médaille d'or de la Royal Society of Medicine en reconnaissance de son travail sur le choc des plaies et les transfusions sanguines. Le président du RSM, Sir Gordon Gordon-Taylor, décrit en plaisantant Whitby comme "le plus grand vampire que le monde ait connu".